# Internetový obchod
Internetový obchod (e-shop) slouží k nabídce a vyhledání zboží (služeb) s možností si je objednat, dále k příjmu takových objednávek od zákazníků, zprostředkování a evidence plateb a poskytování dalších informací o výrobcích či řešení reklamací.
Internetové obchodování je proces, kterým prochází zákazník nakupující zboží nebo služby na internetu.
Obchod je v drtivé většině případů realizován jako sada skriptů, který spolupracuje s databází, v níž má detaily o zboží (službách) uloženy – v podstatě se snaží ulehčit co nejvíce práci administrátorovi elektronického obchodu v evidenci nabízeného zboží, úpravě cen a skladových zásob a ostatní agendou s tím spojenou.
Sofistikovanější obchody dokáží spolupracovat s ekonomickým, logistickým, účetnickým či jiným softwarem, který daná firma používá (většinou pomocí datových souborů v dohodnutém formátu). Mezi pokročilé služby patří generování datových souborů pro servery, které je agregují, např. srovnávače zboží. Dále možnosti platit internetovou kartou, elektronickou peněženkou nebo platebním systémem. U těch nejpokročilejších internetových lze sledovat nákupní tendence a profily chování zákazníků. Statistika návštěvnosti představuje již standardní funkci. Pokročilejší měření umožňuje analytický nástroj Google Analytics.

## Produkt v internetovém obchodě
Uživatelům je umožněno procházet katalog zboží (ve většině případů organizovaný v kategoriích), nebo zboží vyhledávat podle parametrů či jen podle shody v názvu nebo popisu. Jednotlivé produkty mají většinou detailní stránku s podrobnějším popisem a výčtem specifik a variant. Ta obsahuje název produktu, jeho popis a parametry, barevnou a velikostní variantu, cenu, fotografii případně video. Detail produktu dále může obsahovat: datum doručení, počet kusů skladem, délku záruku, název výrobce, hodnocení uživatelů či doporučené podobné zboží nebo příslušenství, případně výši slevy.

## Optimalizace pro vyhledávače
Optimalizace pro vyhledávače, tzv. SEO (Search Engine Optimization) je způsob, kterým lze zajistit, aby se webové stránky nacházely ve výsledcích vyhledávačů, a to v případě, že web obsahuje klíčová slova, která lidé do vyhledávačů zadávají. Uvádí se, že existuje až 200 SEO faktorů. Mezi stěžejní patří titulek stránky, hlavní nadpis stránky, klíčová slova na stránce, klíčová slova v odkazech, zpětné odkazy, indexace stránky.

## Typy internetových obchodů
- Velký nákupní mall – nákupní galerie, která se snaží nabídnout co největší portfolio zboží napříč segmenty od různých prodejců, je označována také jako tržiště či marketplace (například Alza.cz, Mall.cz, Kasa.cz)
- Specializované obchody – e-shopy specializované na jeden segment (například Zoot.cz, Pilulka.cz, Notino.cz, Elnino.cz)
- Multisortimentní obchody - e-shopy bez konkrétní specializace s různorodým sortimentem (například Eva.cz, Maxmax.cz, Megaknihy.cz)
- Online supermarkety – e-shopy se specifickou logistikou orientovanou na přepravu fresh zboží (například Rohlík.cz, Košík.cz, iTesco.cz)
- Prodejci služeb – internetové obchody zaměřené na prodej služeb (například Zonky.cz, Goout.cz)

## Historie internetových obchodů
Určité pokusy o rozvoj systému, který by prostřednictvím moderních technologií umožňoval vzdálený prodej, provázely prakticky celou druhou polovinu 20. století. V roce 1979 však Američan jménem Michael Aldrich. Tento muž stojí za vynálezem zařízení s názvem Teleputer, který v podstatě spojoval počítač, telefon a televizi. První internetový portál, který bychom mohli nazvat e-shopem, byl pak spuštěn v roce 1982. Vytvořila jej společnost Boston Computers Exchange (BCE), která zde prodávala použité počítače. BCE je proto dnes považována za první e-commerce společnost světa.
Zlomem pro vývoj internetu a online nakupování se stal rok 1990, kdy byl představen protokol HTTP, značkovací jazyk HTML a první internetový prohlížeč WorldWideWeb. Krátce poté se v USA začaly objevovat internetové obchody v podobě, jak je známe dnes. Mezi ně lze zařadit e-shopy Amazon.com (1994), který se věnoval online prodeji knih, a eBay (1995). K roku 2020 se jedná o velké nákupní mally, kde lze nakupovat veškeré zboží napříč kategoriemi. Mezi nejstarší e-shopy v Česku patří např. Vltava.cz, která se věnovala prodeji hudebních nosičů.
Bouřlivý rozvoj internetové obchody zaznamenaly po roce 2000. K roku 2020 nabízejí široké spektrum zboží i služeb s využitím pokročilých způsobů plateb a stávají se alternativou kamenného obchodu nebo nákupního centra. Nakupování v prostředí internetu je oblíbené především díky své rychlosti a pohodlnosti.

## Proč zvolit internetový obchod
Jako nejzásadnější atributy, proč se lidé rozhodují pro nákup v internetovém obchodě, se považují: kvalitně popsané a technické informace o produktu, dostupnost zboží, doprava zdarma, šíře sortimentu a jeho dohledatelnost v rámci webových stránek i ve vyhledávačích. Jako hlavní benefit nákupů po internetu je považována úspora času. Dále lze zmínit cenu lepší než v kamenné prodejně, pro tuto skupinu nakupujících jsou rovněž důležité i slevy. Pro jiné uživatelé je relevantní nadstandardní servis a vyšší kvalita zboží či služby.

## Řešení internetových obchodů

### Open Source (svobodný software)
Řešení vyvíjené dobrovolníky a nabízené jako svobodný software. Vhodné pro ty, kteří chtějí spustit e-shop s co nejnižšími náklady. Stažení je zdarma. Bezplatně jsou nabízeny i některé moduly či pluginy. Na druhou stránku rozvoj Open Source vyžaduje schopného programátora a pokročilejší funkcionality se vždy platí. Mezi další plusy patří velký výběr šablon a možnost doprogramování úprav na míru. Jako omezení se považuje vyšší cena případných úprav, náročná údržba, kolísající kvalita otevřeného kódu a možnost jeho prolomení. Příklady tohoto řešení zastupuje PrestaShop, OpenCart nebo ZenCart.

### Pronájem e-shopu
Pro menší internetový obchod s běžnými funkcionalitami a standardním informačním, účetním i skladovým systémem je vhodným řešením tzv. pronájem. Výhoda spočívá v rychlosti spuštění, které se pohybuje i v řádech dnů, dále zpravidla jednoduchá CMS administrace či levnější cena pronájmu ve stovkách, maximálně jednotkách tisíc měsíčně. Poskytovatelé nabízejí i zákaznickou podporu. Omezení pronájmu typicky spočívají v limitaci co se týče nadstandardní funkčnosti, úpravy mohou probíhat jen dle možností daného systému. K dispozici jsou různé moduly i pluginy, jsou však zpoplatněny. Jako minus se považuje i typická šablonovitost, kdy internetové obchody na téže platformě vypadají obdobně.

### Odkup licence
Standardně funguje tak, že si zájemce o e-shop odkoupí od poskytovatele hotový základ. Na něm následně staví své řešení, kterému lze doprogramovat libovolné funkcionality na míru. Na rozdíl od pronájmu se tedy jednou uhradí tzv. jádro a neplatí se další měsíční poplatky za provoz. Je třeba ale počítat s náklady za vývojáře, který řešení rozvíjí. Licence je bez omezení, e-shop tedy není limitovaným počtem zboží ani specifickými požadavky na fungování. Takový obchod lze provozovat na samostatném serveru. Příprava a spuštění trvá cca 4 až 8 měsíců. Dodavatelé licencí zpravidla umožňují odkup zdrojového kódu, typicky po roce až třech. Pak lze přejít k jiné firmě či vývojářům, kteří se o provoz a rozvoj starají. Pokud dodavatel neposkytuje přístup ke zdrojovému kódu, musí u něj majitel e-shop zůstat. Jedná se o obchodní praktiku zvanou uzamčení zákazníka (vendor lock-in).

### E-shop na míru
Zpravidla se jedná o řešení pro velké firmy, dále společnosti vyžadující specifické procesy či nabízejí specifické zboží či služby, s nimiž běžná šablona nezvládne pracovat. Finanční náklady řešení na míru se pohybují ve vyšších stovkách tisíc až jednotkách milionu. Spuštění e-shopu na míru zpravidla trvá rok až tři. Na vývoji se typicky podílí tým specialistů – projektový vedoucí, analytik, developer, grafik, UX designér, programátor, copywriter, SEO specialista, marketér. E-shop na míru umí vše, co je vyžadováno. Nemá omezení co se týče vzhledu i funkčnosti. Systém lze libovolně měnit či rozšiřovat. Procesy na pozadí lze také připravit na míru. Typicky se jedná o automatizace. Obchod tak zcela může nahradit ERP systémy. Mezi omezení se řadí časová a finanční nákladnost. Dále náročnost na lidské zdroje, nutnost tvorby zadání a vedení projektu projektovým manažerem.

## Platby online
Zákazníci mají možnost platit online celou řadou způsobů, které se postupem času vyvíjí. Ve světě i v Česku vznikla celá řada fintechů, které se zaměřují právě na zprostředkování plateb online.
Platební metody podle Zboží.cz a Shoptet.cz v roce 2020 (hlavně malé a střední e-shopy)
- Dobírka (vč. při převzetí od dopravce) 47 % a klesá
- Bankovní převod 22 % a stoupá
- Osobně 7 % a stoupá
- Online platba kartou 24 %

Platební metody podle MALL Group (střední a velké e-shopy)
- Bankovní převod 10%,
- Platební tlačítka asi 8% stabilně
- Platba kartou 30%
- Poštovní dobírka 10%
- Platba při převzetí kartou / hotově 35% (vlastní pobočky, dopravce nebo Uloženka)
- Odloženka 3 % a stoupá (například MALL Pay)

## Řešení sporů s internetovým obchodem
Jelikož v internetovém obchodě nedochází k přímému kontaktu mezi prodávajícím a nakupujícím, může být řešení možných vzniklých sporů problémové. To řeší § 14 odst. (2) ZOS, v němž stojí: „v případě sporu mezi spotřebitelem a prodávajícím, který se nepodařilo mezi stranami urovnat přímo, poskytne prodávající spotřebiteli informace uvedené v odstavci 1 v listinné podobě nebo na jiném trvalém nosiči dat.“. Trvalým nosičem dat je jakýkoli nástroj, který umožňuje spotřebiteli nebo obchodníkovi ukládat informace určené jemu osobně, a to způsobem vhodným pro jejich budoucí použití, po dobu přiměřenou jejich účelu, a který umožňuje reprodukci uložených informací v nezměněném stavu. V praxi se bude jednat především o elektronickou poštu.
Další specifické povinnosti ukládá internetovým obchodníkům Nařízení Evropského parlamentu a Rady (EU) č. 524/2013 o řešení spotřebitelských sporů on-line. Podle článku 14 odst. 1 tohoto nařízení „obchodníci usazení v Unii, kteří uzavírají kupní smlouvy či smlouvy o poskytování služeb on-line, a internetová tržiště usazená v Unii uvedou na svých internetových stránkách elektronický odkaz na platformu pro řešení sporů on-line. Tento odkaz musí být pro spotřebitele snadno dostupný. Obchodníci usazení v Unii, kteří uzavírají kupní smlouvy nebo smlouvy o poskytování služeb on-line, uvedou rovněž svoji e-mailovou adresu.“
Dále, podle článku 14 odst. 2 nařízení „obchodníci usazení v Unii, kteří uzavírají kupní smlouvy či smlouvy o poskytování služeb on-line, kteří se zavázali nebo jsou při řešení sporů se spotřebiteli povinni využívat jednoho nebo více subjektů alternativního řešení sporů, informují spotřebitele o existenci platformy pro řešení sporů on-line a možnosti jejího využití při řešení jejich sporů. Uvedou elektronický odkaz na platformu pro řešení sporů on-line na svých internetových stránkách a, pokud je nabídka učiněna e-mailem, v uvedeném e-mailu. Tyto informace se případně uvedou také ve všeobecných obchodních podmínkách týkajících se kupních smluv nebo smluv o poskytování služeb uzavíraných on-line.“
Vzhledem k tomu, že užívání systému mimosoudního řešení spotřebitelských sporů je povinné pro všechny prodávající, kteří svou podnikatelskou činnost vykonávají na území České republiky, se tato povinnost týká prakticky všech českých internetových obchodů.

## Průzkum českého trhu

### 2007–2008
Dle průzkumu společnosti Google a agentury TNS Infratest v ČR už 94 % uživatelů internetu nakoupilo online. Mezi listopadem 2007 a 2008 Češi na internetu nejčastěji nakupovali spotřební zboží (94 %) a IT, audio a video produkty (92 %). Podrobnější statistiky uvádějí následující rozložení: oblečení a doplňky (88 %), kosmetika a parfémy (78 %), osobní péče (56 %), periferní počítačová zařízení (55 %). Češi častěji než jiné národy nakupovali na internetu zájezdy. Typickým zbožím nakupovaným online byly zájezdy, počítačové programy, letenky a hotelové služby. V tradičních kamenných obchodech bylo více nakupováno oblečení a doplňky, kosmetika, sportovní zboží a mobilní tarify.
88 % Čechů před nákupem zkoumalo nabídku na internetu. Pro hledání zboží využívali z 88 % vyhledávače, z 53 % webové stránky výrobce a z 51 % stránky maloobchodů. Vyhledávače využívali uživatelé ze dvou důvodů – umožnily jim dostat se k webovým stránkám, které by jinak vůbec neobjevili (87 %) a rychle našli relevantní prodejce zboží (85 %). 44 % uživatelů použilo k nákupu či vyhledávání informací před koupí internetovou aukci. 75 % českých uživatelů důvěřovalo obchodům, které obsahovaly telefonický kontakt, 74 % uživatelů se spokojilo s referencí jiných spotřebitelů. Důvěru měly také obchody s českou produktovou řadou.

### Módní e-commerce 2019
Podle výzkumu na českém módním trhu pořádaném módním vyhledávačem GLAMI v roce 2019 se módní e-commerce podílelo na celkovém módním trhu 22 % a očekává se jeho další růst s odhadem dosáhnout 28 % v roce 2023. Výzkum vznikl ve spolupráci s výzkumnou agenturou Response a je obohacený o data z Českého národního panelu výzkumné agentury NMS Market Research a daty z dotazníkového průzkumu mezi 176 českými e-shopy s módou.
Největšími trendy, které e-shopy na českém trhu ovlivnily, byla podle výzkumu jak expanze zahraničních velkých e-shopů (35,9 %), tak i rapidní nárůst návštěv z mobilních zařízení (31,3 %) a nutnost rychlejší zákaznické podpory a dopravy. E-shopy se nejčastěji v roce 2019 zaměřovaly na zlepšování platebních metod (39,8 %) a na zavedení dopravy zdarma (25,3 %).

### Celkový stav české e-commerce 2019
Dle průzkumu Asociace pro elektronickou komerci (APEK) a portálu Heureka v roce 2019 nakoupili na internetu čeští zákazníci zboží a služby v celkové hodnotě 155 miliard korun. Počet internetových obchodů na tuzemském trhu k roku 2019 činil 46 600. Z nich 14 140 k danému datu nabízelo možnost vyzvednout si zboží osobně. Právě tzv. osobní odběr zažíval rozvoj, kdy se k roku 2019 na území Česka nacházelo takřka 25 000 odběrečných míst. Prvenství v online nakupovaní zaujímá segment elektroniky (36 %). Její podíl na trhu ale každoročně klesá, což je dáno tím, že se rozšiřují možnosti toho, co lze online nakoupit. K roku 2019 to bylo vše od jídla přes věci denní spotřeby až po auta. Druhým nejčastěji zastupovaný segment představuje vybavení pro dům a zahradu (15 %) a na třetí příčce se nachází kategorie oblečení a móda (9 %). Co se týče placení – 30% podíl zaujímá platba na dobírku, 30% podíl platba při osobním převzetí na výdejním místě, 25% podíl platba online kartou a 15% podíl platba bankovním převodem. Zatímco v roce 2014 nakoupilo přes mobilní telefon jen 19 % uživatelů, v roce 2019 to bylo 55 %.